# Volo di notte (romanzo)
Volo di notte (Vol de nuit) è un romanzo di Antoine de Saint-Exupéry scritto nel 1931. 
L'autore ha ricevuto, con questa opera, il Prix Femina nel 1931.

## Trama
La situazione narrata fa capo al volo di Fabien, un aviatore/corriere agli albori dell'aviazione, che con il suo biplano porta il suo carico attraverso l'America Latina. A terra è seguito, tramite le comunicazioni del radiotelegrafista a bordo, dal direttore Rivière.

La tensione della vicenda cresce di pagina in pagina col delinearsi della tragedia dovuta ad un inevitabile uragano in cui l'aereo è finito durante il volo notturno. Questa situazione difficile è descritta attraverso i pensieri di Rivière e dell'ispettore Robineau.

Rivière è un fermo sostenitore dei voli notturni e dal carattere difficilmente accettabile che, attraverso l'intransigenza e la punizione, vede lo sviluppo e il miglioramento dell'aviazione.
Il libro emoziona di volta in volta tramite queste riflessioni e il dramma della moglie di Fabien che passa dalle telefonate all'arrivare in ufficio vivendo, attraverso i silenzi e gli sguardi furtivi degli impiegati, la certezza che il suo giovane marito ha perso le speranze.

## Edizioni
- Antoine de Saint-Exupéry, Volo di notte, collana Oscar classici moderni, Arnoldo Mondadori Editore, 2005,  p. 114, ISBN 88-04-49614-2.